# 赫梯君主列表
这是一份西台统治者的列表。关于赫梯人的国家、历史、政治、文化，请参考主题条目：
- 西台

表中所有的日期都是推测的。苏联考古学界和西方考古学界各自采用一套很不同的时间表。

## 古王国
- 皮坦纳 前18世纪上半叶 第一个已知的国王
- 阿尼塔 前18世纪中叶
- 名字失传的统治者
- 拉巴尔那一世 前1680年 - 前1650年
- 哈图西里一世 前1650年 - 前1620年 即拉巴尔那二世
- 穆尔西里一世 前1620年 - 前1590年
- 汉提里一世 前1590年 - 前1560年
- 齐丹塔一世 前1560年 - 前1550年
- 阿蒙纳 前1550年 - 前1530年
- 胡齐亚一世 前1530年 - 前1525年
- 铁列平 前1525年 - 前1500年
  - 有些研究者认为并无以下6人。
    - 阿鲁万纳
    - 汉提里二世
    - 塔胡尔瓦伊里
    - 齐丹塔二世
    - 胡齐亚二世
    - 穆瓦塔里一世

## 中王国
关于中王国，没有任何资料保存下来。但有的研究者将古王国的最后6位君主列为中王国时期的统治者。

## 新王国
- 前4位统治者的先后顺序无法确定。
  - 图特哈里一世 前1430年 - 前1410年
  - 哈图西里二世 前1410年 - 前1400年 可能并无此人
  - 图特哈里二世 前1400年 - 前1390年
  - 阿尔努万一世 前1390年 - 前1380年
- 图特哈里三世 前1380年 - 前1370年
- 苏庇路里乌玛一世 前1370年 - 前1330年或前1358年 - 前1323年
- 阿尔努万二世 前1330年或前1323年 - 前1322年
- 穆尔西里二世 前1330年 - 前1295年或前1322年 - 前1285年
- 穆瓦塔里二世 前1295年 - 前1282年或前1285年 - 前1273年
- 乌尔希泰舒普 前1282年 - 前1275年或前1273年 - 前1266年即穆尔西里三世
- 哈图西里三世 前1275年 - 前1245年或前1266年 - 前1236年
- 图特哈里四世 前1245年 - 前1215年或前1236年 - 前1220年
- 阿尔努万三世 前1215年 - 前1210年或前1220年 - 前1218年
- 苏庇路里乌玛二世 前1210年或前1218年 - 前1200年